# Карлос Салсидо
Карлос Арнолдо Салсидо Флорес (шп. Carlos Arnoldo Salcido Flores; Окотлан, 2. април 1980) бивши је мексички фудбалер. Почео је каријеру на позицији левог бека, наставио као дефанзивни везни, а завршио на позицији центархалфа.
Након што је почео каријеру у Гвадалахари, заиграо је за ПСВ Ајндховен, чији је био заменик капитена једно време и где је постао први мексички фудбалер који је освојио Ередивизију. Након одигране једне сезоне у Фуламу, вратио се у Мексико.
За репрезентацију Мексика се такмичио на три светска првенства: 2006, 2010. и 2014. године. Освојио је злато на Олимпијским играма 2012.

## Успеси

### Клуб
ПСВ
- Ередивизија: 2006/07, 2007/08.[3]
- Суперкуп Холандије: 2008.[3]

УАНЛ
- Ем-Икс лига: 2011.[4]
- Ем-Икс куп: 2014.[5]

Гвадалахара
- Ем-Икс лига: 2017.[6]
- Ем-Икс куп: 2015,[7] 2017.[8]
- Ем-Икс суперкуп: 2016.[9]
- КОНКАКАФ лига шампиона: 2018.[10]

### Репрезентација
Мексико
- Олимпијске игре: 2012.[11]
- КОНКАКАФ златни куп: 2011.[12]